# Austin-Healey Sprite
La Sprite è un'autovettura prodotta dalla BMC, poi British Leyland, tra il 1958 ed il 1971 e venduta con marchio Austin-Healey.

## La Sprite Frog Eye
Dopo il successo della più grande 100, frutto dell'accordo tra BMC e Donald Healey, la BMC mise in listino una spider più piccola ed economica, sempre basata su una meccanica di grande serie.
Il modello fu la Austin A40 Farina, sebbene il pianale (con telaio a longheroni, separato dalla carrozzeria, come su tutte le sportive inglesi, fosse specifico; motore, cambio, sospensioni, freni (tutti a tamburo) e buona parte della meccanica provenissero dalla A40.
Con una linea originale, la Sprite MkI lanciata nel 1958 era una roadster spartana: mancavano paraurti, maniglie esterne, vetri laterali e capote (c'era un semplice tonneau cover). Il pavimento era rivestito in gomma.
Spinta dal 4 cilindri in linea monoalbero laterale A Series di 948cm³ alimentato a carburatore da 44cv, la prima serie della Sprite fu soprannominata Frog Eye (occhi da ranocchio), per via dei fari prominenti e della mascherina a bocca sorridente.
Economica e leggera la Frog Eye fu un successo, e nel 1959 la Casa ne mitigò la spartanità: comparvero maniglie, paraurti e vetri laterali.

## Dalla MkII alla MkIV
Nonostante il successo della Frog Eye, nel 1961, per ragioni di contenimento dei costi, fu presentata la seconda serie (Sprite MkII) dotata della stessa carrozzeria della MG Midget (la meccanica era già comune ai due modelli). La Sprite divenne così più pratica e razionale, ma assai meno originale. Anche le finiture interne migliorarono. La modifica tecnica più importante fu l'adozione di freni anteriori a disco. Alla fine del 1962 la cilindrata fu portata a 1098 cm³ (55cv).

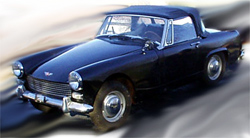
Una Sprite Mk III

Nel 1964 nacque la MkIII, con nuove maniglie per le portiere, parabrezza ampliato, deflettori laterali, mascherina con maglia ridisegnata, albero a camme rinforzato e sospensioni migliorate.
Nel 1968 nacque la 4ª serie, con motore di 1275 cm³ (65cv), mascherina anteriore in plastica, archi ruota posteriori di forma più squadrata e bordo inferiore della carrozzeria nero opaco, ruote a raggi sostituite da cerchi in acciaio stampato) e un generalizzato calo del livello di finitura.

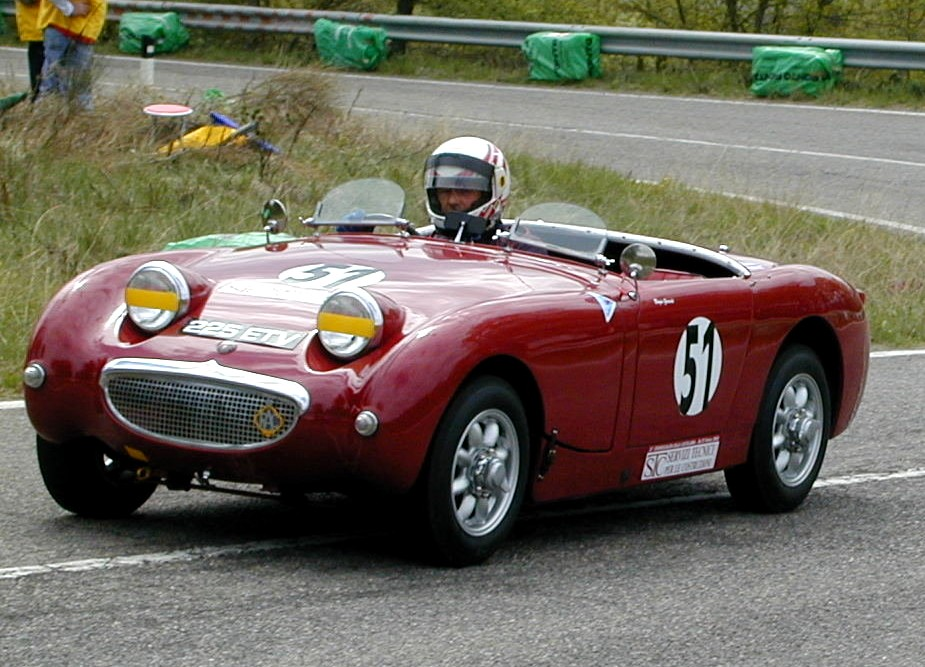
Una Sprite da corsa

Cessato l'accordo con Donald Healey nel 1971, la vettura prese il nome di Austin Sprite e alla fine dell'anno uscì dal listino. La gemella MG Midget rimase fino alla fine degli anni settanta.

## Attività sportiva
Nel 1965 l'Austin-Healey sviluppò una versione da competizione della Sprite. La carrozzeria era stata resa più aerodinamica dopo numerose prove alla galleria del vento, configurazione predisposta specificatamente per i rettilinei di Le Mans. L'impianto luci era stato potenziato con quattro fari dietro una struttura in plexiglas. Al centro della parte anteriore erano posizionate due piccole ali per convogliare l'aria verso il radiatore. La sospensione anteriore era a doppi bracci trasversali. Il propulsore BMC ebbe un carburatore Weber, che fece superare i 100 hp. Il cambio manuale a cinque rapporti era l'MG B. L'auto pesava 610 kg.
Nella prima corsa, la 12 ore di Seabring, fu condotta da Rauno Aaltonen e Clive Baker. 37º in griglia, la Sprite chiuse la corsa 15a e seconda nella classe 2 litri. Successivamente fu iscritta a Le Mans, dove Aaltonen e Baker furono affiancati dalla seconda vettura di Paul Hawkins e John Rhodes. I primi furono costretti al ritiro, ma i secondi, partiti 44°, arrivarono 12° assoluti e primi di classe. La Sprite fu impiegata sino al 1968, ottenendo in quell'anno nuovamente la vittoria di classe.

## La produzione
La Sprite fu prodotta in 129.338 esemplari:
- Mk1 (Frog Eye): 48.987
- Mk2: 31.665 (20.450 con motore 950 e 11.215 con motore 1100)
- Mk3: 25.905
- Mk4: 22.790